# Bourj Islam

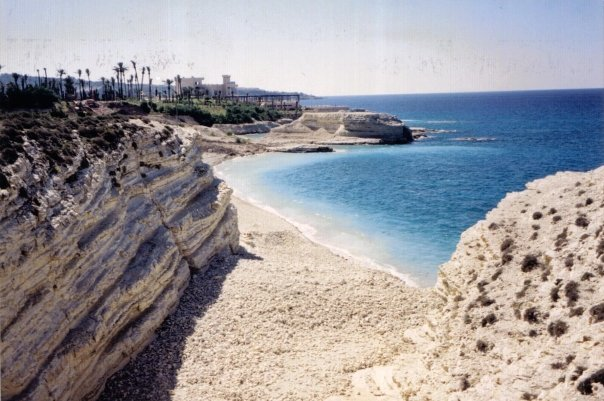
Vue de la côte.

Bourj Islam, ou Bordj Islam (arabe : برج اسلام), est un gros village côtier et station balnéaire du nord-ouest de la Syrie, dépendant administrativement du district de Lattaquié (dans le gouvernorat du même nom). Bourj Islam se trouve au bord de la Méditerranée, au nord de Lattaquié et proche de Salib al-Turkman au nord, d'al-Chabatliyeh au nord-est, d'Aïn al-Baïdeh à l'est et d'al-Chamiyeh au sud. Selon le recensement de 2004, le village comptait une population de 5 652 habitants, majoritairement Turkmènes sunnites.
Ses plages sont prisées en été[source insuffisante].